# Basket Alcamo 2006-2007
La stagione 2006-2007 del Basket Alcamo è stata la terza consecutiva disputata dalla società alcamese di pallacanestro femminile in Serie A2.

## Stagione
Sponsorizzata dalla Gea Magazzini, la squadra trapanese si è classificata al quindicesimo posto nella seconda divisione e ha dovuto partecipare ai play-out. Ha eliminato in finale la Nuova Fiamma Stabia.

## Rosa
| Giocatrici |
| ---------- |

| N° | Naz.              | Ruolo | Sportivo              | Anno | Alt. |  |
| -- | ----------------- | ----- | --------------------- | ---- | ---- |  |
| 4  | Italia (bandiera) | G     | Loredana Costantino   | 1973 | 168  |  |
| 5  | Italia (bandiera) | P     | Anna Caliendo         | 1983 | 171  |  |
| 6  | Italia (bandiera) | P     | Elena Marchese        | 1988 | 170  |  |
| 7  | Italia (bandiera) | G     | Cristina La Monica    | 1981 | 172  |  |
| 8  | Italia (bandiera) | G     | Giulia Calabretta     | 1990 | 170  |  |
| 8  | Italia (bandiera) | A     | Silvia Celona         | 1990 | 175  |  |
| 9  | Italia (bandiera) | G     | Federica Fazio        | 1984 | 176  |  |
| 10 | Italia (bandiera) | C     | Simona Adorni         | 1975 | 185  |  |
| 14 | Italia (bandiera) | AC    | Antonella Buscemi     | 1977 | 185  |  |
| 14 | Italia (bandiera) | A     | M. Giovanna Lo Medico | 1989 | 181  |  |
| 16 | Italia (bandiera) | C     | Elvira Zaccone        | 1990 | 182  |  |
| 18 | Italia (bandiera) | G     | Marta Paliaga         | 1991 | 171  |  |
| 20 | Italia (bandiera) | C     | Azzurra Gaglio        | 1989 | 183  |  |

| Staff tecnico            |
| ------------------------ |
| Allenatore: Maura D'Anna |

| Giocatrici acquisite a stagione in corso |
| ---------------------------------------- |

| N° | Naz. | Ruolo | Sportivo | Anno | Alt. |  |
| -- | ---- | ----- | -------- | ---- | ---- |  |

| Giocatrici cedute a stagione in corso |
| ------------------------------------- |

| N° | Naz. | Ruolo | Sportivo | Anno | Alt. |  |
| -- | ---- | ----- | -------- | ---- | ---- |  |

Scheda su LegABasketFemminile.it

## Statistiche
| Magazzini Gea Alcamo     |         |         |         |     |      |       |       |           |           |           |           |           |           |             |             |             |          |          |          |        |        |       |       |     |      |      |      |
| Giocatrice               | Partite | Partite | Partite | Pun | Min. | Falli | Falli | Tiri da 2 | Tiri da 2 | Tiri da 2 | Tiri da 3 | Tiri da 3 | Tiri da 3 | Tiri Liberi | Tiri Liberi | Tiri Liberi | Rimbalzi | Rimbalzi | Rimbalzi | Stopp. | Stopp. | Palle | Palle | Ass | Val. | Val. | A+dP |
| Giocatrice               | Pr      | PG      | SF      | Pun | Min. | C     | S     | R         | T         | %         | R         | T         | %         | R           | T           | %           | O        | D        | T        | D      | S      | P     | R     | Ass | Lega | OER  | A+dP |
| Fazio Federica           | 35      | 35      | 35      | 591 | 1334 | 103   | 156   | 176       | 385       | 45,7      | 34        | 121       | 28,1      | 137         | 184         | 74,5        | 37       | 110      | 147      | 6      | 8      | 147   | 66    | 1   | 366  | 0,77 | -80  |
| Caliendo Anna            | 35      | 34      | 34      | 380 | 1153 | 87    | 154   | 105       | 224       | 46,9      | 21        | 105       | 20,0      | 107         | 152         | 70,4        | 26       | 94       | 120      | 1      | 6      | 147   | 74    | 2   | 243  | 0,65 | -71  |
| Costantino Loredana      | 35      | 35      | 35      | 294 | 1200 | 78    | 66    | 47        | 130       | 36,2      | 53        | 176       | 30,1      | 41          | 64          | 64,1        | 7        | 66       | 73       |        | 3      | 113   | 60    | 5   | 75   | 0,62 | -48  |
| Adorni Simona            | 34      | 34      | 34      | 230 | 1194 | 72    | 138   | 68        | 138       | 49,3      | 10        | 30        | 33,3      | 64          | 100         | 64,0        | 32       | 184      | 216      | 1      | 5      | 77    | 69    | 9   | 383  | 0,75 | 1    |
| Buscemi Antonella        | 28      | 26      | 24      | 225 | 880  | 64    | 68    | 90        | 223       | 40,4      | 1         | 14        | 7,1       | 36          | 68          | 52,9        | 28       | 86       | 114      | 5      | 2      | 72    | 36    |     | 132  | 0,69 | -36  |
| Gaglio Azzurra Savina    | 33      | 33      | 12      | 115 | 583  | 30    | 36    | 46        | 125       | 36,8      | 2         | 12        | 16,7      | 17          | 38          | 44,7        | 31       | 97       | 128      |        | 2      | 38    | 20    |     | 119  | 0,52 | -18  |
| Marchese Elena           | 35      | 28      | 2       | 49  | 340  | 27    | 12    | 13        | 30        | 43,3      | 6         | 20        | 30,0      | 5           | 13          | 38,5        | 7        | 21       | 28       |        |        | 23    | 26    | 1   | 27   | 0,34 | 4    |
| La Monica Cristina       | 20      | 17      |         | 44  | 213  | 26    | 8     | 8         | 30        | 26,7      | 5         | 15        | 33,3      | 13          | 15          | 86,7        | 1        | 7        | 8        |        |        | 19    | 13    | 1   | -5   | 0,44 | -5   |
| Lo Medico Maria Giovanna | 7       | 7       |         | 10  | 38   | 7     |       | 3         | 7         | 42,9      | 1         | 4         | 25,0      | 1           | 2           | 50,0        | 2        | 3        | 5        |        |        | 1     | 1     |     |      | 0,51 |      |
| Calabretta Giulia        | 21      | 5       |         | 5   | 22   | 3     | 1     | 2         | 3         | 66,7      |           |           |           | 1           | 2           | 50,0        | 1        | 2        | 3        |        |        | 1     | 1     |     | 4    | 0,06 |      |
| Paliaga Marta            | 22      | 7       |         | 4   | 21   |       | 1     | 1         | 5         | 20,0      |           |           |           | 2           | 2           | 100,0       | 1        | 1        | 2        |        |        |       | 2     |     | 5    | 0,08 | 2    |
| Celona Silvia            | 8       | 2       |         |     | 14   | 2     | 1     | 0         | 2         | 0,0       |           |           |           |             |             |             |          | 3        | 3        |        |        |       |       |     |      | 0,00 |      |
| Zaccone Elvira           | 7       | 2       |         |     | 8    | 1     | 1     | 0         | 1         | 0,0       |           |           |           |             |             |             |          | 1        | 1        |        |        |       |       |     |      | 0,00 |      |